# Belyana

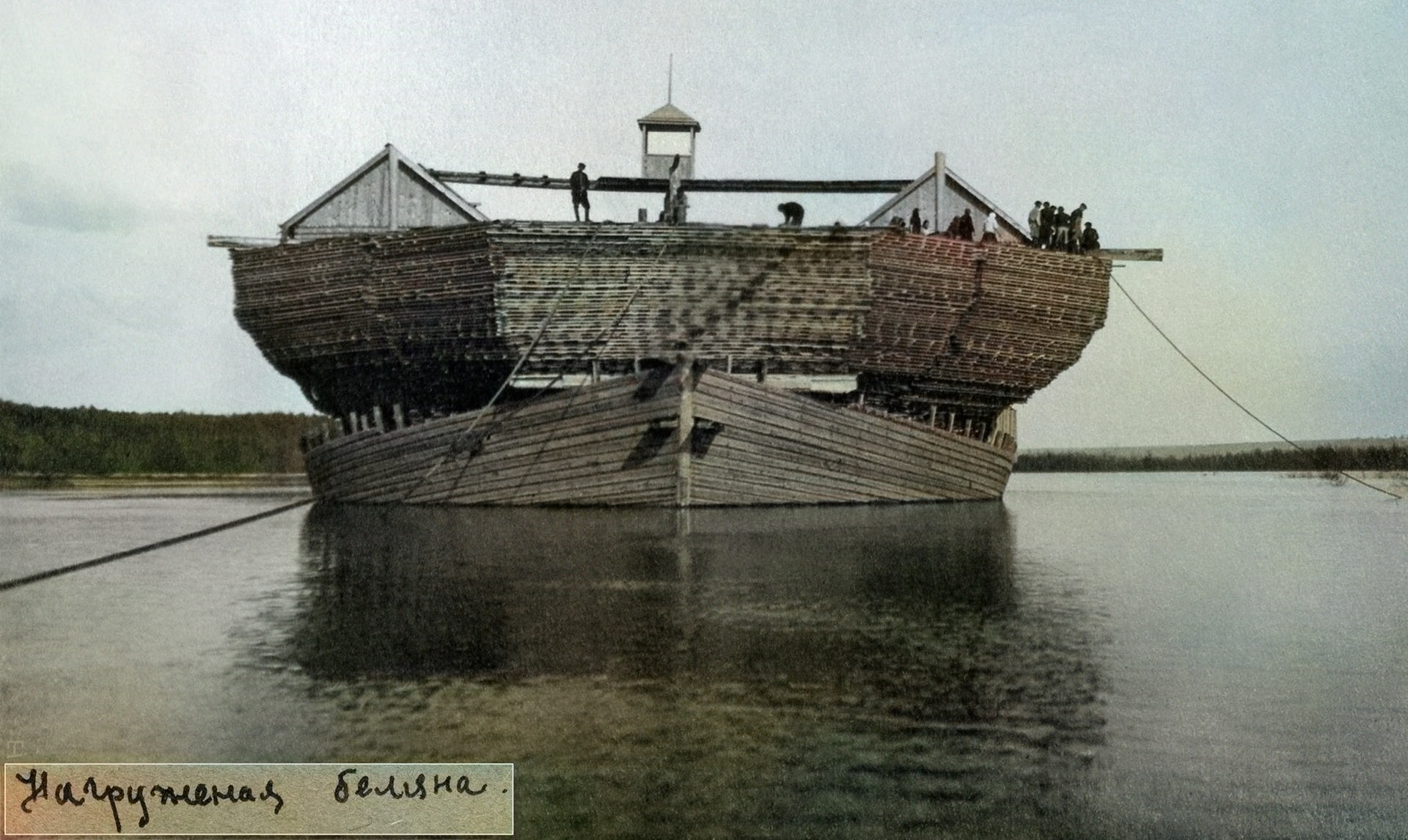
Belyana cargada, 1931.

Belyana ( en ruso: Беляна ) es el nombre de un tipo de barco desechable de gran tamaño que se utilizó para el transporte de madera en balsa a lo largo de los ríos Volga y Kamadesde finales del siglo XVI hasta mediados del siglo XX. La belyana ha sido una de las naves de madera más grandes que se hayan construido; las mayores medían hasta 120 m de largo con una capacidad de carga de hasta 12.800 toneladas.
Las belyanas se construían en la región rusa del Alto Volga sin herramientas, ni planos especiales. No tenían motores y, después de 1870, tampoco velas; se dejaban podían flotar río abajo, utilizando anclas especializadas para girar y detenerse. Entre los siglos XVIII y XIX, se construyeron cientos de belyanas por año las cuales navegaban flotando hasta el puerto de Astracán, donde eran desmanteladas por completo para vender la madera. Con el desarrollo de los ferrocarriles en la Unión Soviética, las belyanas se volvieron demasiado caras; la última se construyó en 1939.